# Зиновьев, Александр Васильевич (металлург)
Александр Васильевич Зиновьев (15 ноября 1939 г.) — советский и российский учёный-металлург, специалист в области обработки металлов давлением. Доктор технических наук, профессор кафедры обработки металлов давлением Национального исследовательского технологического университета «МИСиС». Заслуженный деятель науки Российской Федерации.

## Биография
Александр Васильевич родился 15 ноября 1939 года в Москве. После окончания средней школы в течение года работал в ЦНИИчермете, а 1957 г. поступил в Московский институт стали. В 1962 г., окончив вуз и получив квалификацию инженера-металлурга по специальности "обработка металлов давлением", он становится аспирантом МИСиС. В 1965 г. при научном руководстве П.И. Полухина А.В. Зиновьев защитил кандидатскую диссертацию на тему: «Комплексное исследование упругого сжатия валков и контактных напряжений при прокатке на стане кварто». В этом же году начал работать в МИСиС: сначала старшим научным сотрудником, старшим преподавателем, затем доцентом, профессором, а с 1993 по 2011 г. – заведующим кафедрой пластической деформации специальных сплавов.
С 1970 по 1971 г. проходил научную стажировку в Салфордском университете (Великобритания), в 1972–1973 гг. заведовал кафедрой обработки металлов давлением в Эль-Таббинском металлургическом институте (Египет).
В 1990 г. А.В. Зиновьев защитил докторскую диссертацию по специальности обработка металлов давлением на тему «Повышение эффективности производства листов, полос и лент цветных металлов и сплавов на основе исследования, разработки и внедрения технологических методов управления качеством продукции». В основе диссертации – результаты научных работ, выполненных в исследовательских лабораториях России, Великобритании, Казахстана и Египта, а также на металлургических предприятиях России, Украины и Казахстана.

## Научная и образовательная деятельность
Научные интересы А.В. Зиновьева относятся к листопрокатному производству и базируются на многочисленных исследованиях, выполненных в течение пяти десятков лет в лабораториях различных стран мира. За прошедшие годы им создана научная школа по изучению контактного взаимодействия металла и инструмента при прокатке чёрных и цветных металлов и технологических основ повышения качества листов, полос и лент. Результаты выполненных научно-исследовательских работ под руководством А.В. Зиновьева успешно внедрены на заводах по обработке цветных металлов – Кировском, Кольчугинском, Московском, Орском, Гайском, Артемовском (Украина).
Основные результаты исследований опубликованы в 240 статьях и монографиях. А.В. Зиновьевым подготовлено более 20 учебно-методических пособий, издан учебник для техникумов «Общая металлургия», учебник для вузов «Технология обработки давлением цветных металлов и сплавов». Разработаны и получены патенты более чем на 20 изобретений.
Под научным руководством А.В. Зиновьева подготовлено более 250 инженеров, бакалавров и магистров, 14 кандидатов и 2 доктора наук. Много лет курирует в НИТУ "МИСиС" сотрудничество с институтом обработки металлов давлением Фрайбергской Горной академии в области научных исследований и подготовки дипломированных инженеров и кандидатов наук. С 1975 г. входил в состав диссертационного совета МИСиС, являясь с 1993 г. его председателем. Член редакционных коллегий журналов «Цветные металлы», «Производство проката», «Новости черной металлургии за рубежом», «Бюллетень научно-технической и экономической информации «Черная металлургия».

## Признание
В 2005 г. А.В. Зиновьев избран Почётным академиком Академии наук высшей школы Украины, в 2007 г. — почётным профессором Запорожского национального технического университета, в 2009 г. — почётным доктором Ченстоховского политехнического университета (Польша).
За плодотворную работу в области науки и образования Александр Васильевич имеет государственные награды: медали СССР (1970, 1987 гг.) и России (1997 г.), почётную грамоту Президиума Верховного Совета РСФСР (1980 г.). Награжден нагрудным знаком министерства образования «За отличные успехи в области высшего образования СССР» (1985 г.).
За большие научные достижения А. В. Зиновьеву указом Президента России в 2001 г. присвоено почётное звание «Заслуженный деятель науки РФ», приказом министра промышленности РФ в 2005 г. — звание «Почётный металлург РФ».